# Storavan (Bureå socken, Västerbotten)
Storavan är en sjö i Skellefteå kommun i Västerbotten och ingår i Bureälven-Mångbyåns kustområde. Sjön har en area på 0,101 kvadratkilometer och ligger 6,2 meter över havet.

## Delavrinningsområde
Storavan ingår i det delavrinningsområde (717369-176446) som SMHI kallar för Utloppet av Kastfjärden. Medelhöjden är 21 meter över havet och ytan är 14,68 kvadratkilometer. Det finns inga avrinningsområden uppströms utan avrinningsområdet är högsta punkten. Avrinningsområdets utflöde Kastfjärdbäcken mynnar i havet. Avrinningsområdet består mestadels av skog (74 procent). Avrinningsområdet har 2,07 kvadratkilometer vattenytor vilket ger det en sjöprocent på 14,1 procent.